# Bythinella compressa
Bythinella compressa é uma espécie de gastrópode da família Hydrobiidae.
É endémica da Alemanha. 